# فيليب تشنغ
فيليب تشنغ هو فارس صيني، ولد في 28 مارس 1980، وتوفي في 26 سبتمبر 2000.